# Gryffydd ap Elisedd
Gryffydd (Grifudus in latino e Griffith in inglese; attorno al 960 – metà dell'XI secolo) pronipote di Tewdr, è stato l'ultimo sovrano di Brycheiniog.

Regni medioevali del Galles

Quando morì il regno fu diviso tra i tre figli, divenuti lord: Cantref Selyf, Cantref Tewdos e Cantref Talgarth.